# Cleveland Rebels
|  | Per a altres significats, vegeu «Cleveland (desambiguació)». |

Els Cleveland Rebels varen ser una antiga franquícia de l'NBA amb seu a Cleveland (Ohio). Només van durar una temporada, la 1946-1947. Tot i que no hi ha cap jugador al Basketball Hall of Fame destacaren aquests jugadors:
- Leon Brown
- Frankie Baumholtz
- Ken Corley
- Ned Endress
- Bob Faught
- Pete Lalich
- Hank Lefkowitz
- George Nostrand
- Mel Riebe
- Irv Rothenberg
- Ed Sadowski
- Kenny Sailors
- Ben Scharnus
- Nick Shaback
- Vince Swihart
- Ray Wertis